# Amphicoma endroedii
Amphicoma endroedii är en skalbaggsart som beskrevs av Rudolph Petrovitz 1965. Amphicoma endroedii ingår i släktet Amphicoma och familjen Glaphyridae. Inga underarter finns listade i Catalogue of Life.